# Кириленко Євген Григорович
Євген Григорович Кириленко (30 жовтня 1948, Харцизьк — 06 вересня 2018[джерело?], Київ) — український дипломат. Надзвичайний і Повноважний Посол України в Єгипті

## Біографія
Народився 30 жовтня 1948 року у місті Харцизьк на Донеччині. У 1973 році закінчив Харківський державний університет ім. М.Горького, факультет іноземних мов. Отримав спеціальність «англійська мова та література».
У 1973 проходив стажування в Кембриджському університеті у Великій Британія.
У 1983 закінчив Харківський державний університет ім. М.Горького, історичний факультет. У 1983 році склав кандидатські іспити за фахом «міжнародні відносини» на факультеті міжнародних відносин і міжнародного права Київського державного університету ім. Т.Шевченка. У 1997 проходив стажування в Інституті міжнародних відносин ім. Вудро Вільсона Принстонського університету (США).
З 1964 року працював підземним електрослюсарем на шахті «Комуніст-Нова» тресту «Жовтеньвугілля» Донецької області.
У 1973—1980 рр. — старший лаборант, викладач кафедри перекладу та англійської мови Харківського університету.
У 1980—1994 рр. — старший викладач кафедри іноземних мов Київського технологічного інституту легкої промисловості.
У 1994—1995 рр. — викладач кафедри теорії та практики перекладу германських мов факультету іноземної філології Київського університету
У 1995—2004 рр. — перший секретар, радник відділу країн Африки Управління Азіатсько-Тихоокеанського регіону, Близького та Середнього Сходу і Африки; радник відділу США та Канади Управління країн Європи та Америки, начальник відділу США та Канади; начальник відділу Російської Федерації Першого територіального Управління МЗС України.
У 1998—2001 рр. — заступник керівника Посольства України в Об'єднаному Королівстві Великої Британії та Північної Ірландії.
У 2004—2007 рр. — завідувач сектором багатостороннього міжнародного співробітництва Управління економічної взаємодії з новими незалежними державами Східної Європи та Центральної Азії; головний спеціаліст сектору багатостороннього міжнародного співробітництва Управління зовнішньоекономічної політики та міжнародного співробітництва Секретаріату Кабінету Міністрів України.
У 2007—2008 рр. — заступник керівника торговельно-економічної місії Посольства України в Естонській Республіці.
У 2008—2010 рр. — заступник завідувача відділом інституційного забезпечення європейської інтеграції, завідувач сектору комунікації та навчання з питань європейської інтеграції Управління з питань європейської інтеграції; завідувач сектору підготовки фахівців з питань європейської інтеграції Управління моніторингу відносин Україна — ЄС Координаційного бюро європейської та євроатлантичної інтеграції Секретаріату Кабінету Міністрів України.
З 19 жовтня 2011  — 19 березня 2014 — Надзвичайний і Повноважний Посол України в Арабській Республіці Єгипет.